# Existensminimum i Sverige
Existensminimum i Sverige är det belopp i pengar som man anses behöva som inkomst under en månad för att uppnå skälig levnadsnivå. Beloppets storlek är större än vad riktlinjerna av försörjningsstöd anger och tillämpas bland annat vid utmätning.
Normalbelopp (till exempelvis mat, kläder, hygienartiklar, telefon och försäkringar) för försörjningsstöd beräknas av Socialstyrelsen i en riksnorm, samt av Kronofogden. Vid bedömningen av återbetalningsförmåga gällande skulder till Försäkringskassan och bedömningen av betalningsförmåga för olika sociala tjänster som utförs av kommun utgör existensminimum en viktig utgångspunkt.

## Försörjningsstöd
Existensminimum innebär en fastställd nettosumma per månad, som ska räcka till mat, kläder med mera, på en låg kostnadsnivå men enligt vad som kan anses skäligt. Utöver detta lämnas genom försörjningsstödet även bidrag till hemförsäkring samt arbetslöshetskasseavgift. Den som kan arbeta måste söka arbete. Om den som lever på existensminimum behöver egen bil för resor till och från arbete, sjukhus med mera kan bilförsäkring, bränslekostnader och fordonsskatt inkluderas i stödet som beviljas av kommunens socialnämnd. Detta beviljas restriktivt och man kan tvinga deltidsarbetande med barn att söka heltidsarbete.

### Riksnormen
I Sverige är riksnormen för försörjningsstöd, årligen fastställd av Socialstyrelsen, 4180 kronor per månad för ensamstående 2021, 6800 kr för två samboende och olika belopp för barn beroende på ålder. Dessutom tillkommer en summa för boendet beroende på vad det kostar i det individuella fallet. Den skäliga kostnaden för bostad är olika för olika kommuner, till exempel skiljer sig hyresnivåerna mycket mellan storstäder och landsbygd. I mindre städer och landsbygdskommuner brukar maximalt 3000 kronor i månaden accepteras som bostadshyra för unga ensamstående vuxna (18–29 år). Äldre personer ges rätt till högre bostadshyra. Kostnader för barn under 18 år tillkommer också med belopp beroende på antal barn och deras ålder.
Alla EU-länder har liknande principer om miniminivåer på levnadsstandard, dock med varierande nivå på standard.[Uppdatering behövs]
| År   | Basbelopp per år † | Riksnorm, ensamstående utan barn, per månad ‡ | Procent av basbelopp per år (månad*12/basbelopp) |
| ---- | ------------------ | --------------------------------------------- | ------------------------------------------------ |
| 2020 | 47 300 kr          | 4 160 kr                                      | 105,5 %                                          |
| 2019 |                    |                                               |                                                  |
| 2018 |                    |                                               |                                                  |
| 2017 | 44 800 kr          | 3 930 kr                                      | 105,3 %                                          |
| 2016 | 44 300 kr          | 3 890 kr                                      | 105,4 %                                          |
| 2015 | 44 500 kr          | 3 880 kr                                      | 104,6 %                                          |
| 2014 | 44 400 kr          | 3 880 kr                                      | 104,8 %                                          |
| 2013 | 44 500 kr          | 3 880 kr                                      | 104,6 %                                          |
| 2012 | 44 000 kr          | 3 840 kr                                      | 104,7 %                                          |
| 2011 | 42 800 kr          | 3 720 kr                                      | 104,3 %                                          |
| 2010 | 42 400 kr          | 3 680 kr                                      | 104,2 %                                          |
| 2009 | 42 800 kr          | 3 680 kr                                      | 103,2 %                                          |
| 2008 | 41 000 kr          | 3 550 kr                                      | 103,9 %                                          |
| 2007 | 40 300 kr          | 3 470 kr                                      | 103,3 %                                          |
| 2006 | 39 700 kr          | 3 420 kr                                      | 103,4 %                                          |

†. Källa SCB.
‡. Källa socialstyrelsen.
Se även Normer för ekonomiskt bistånd (socialbidrag) 1985-2005 från Socialstyrelsen.

### Studerande
Studerande som för närvarande (09/2012) får 8920 kronor i sammanlagda studiemedel får ha en hyra som uppgår till maximalt 5080 kronor för att inte hamna under existensminimum.

## Skulder
Relaterat till existensminimum är Kronofogdens förbehållsbelopp som anger hur mycket pengar som ska lämnas kvar vid utmätning av lönen. Beloppet är för 2021 boendekostnaden plus 5 016 kronor för en ensamstående vuxen.

## Bostad
Vad gäller boendet är familjemedlemmarna kopplade till varandra vid beräkning av existensminimum. Om en i hushållet lever på existensminimum via försörjningsstöd eller har skulder, kan denne få mindre eller inga pengar till boendet, så att andra familjemedlemmar tvingas ta över kostnader om de bedöms ha råd med det. Bostaden kan tvångssäljas om någon delägare har försörjningsstöd eller skulder, och då måste alla i hushållet flytta. De som inte har skulder får sin andel av värdet. För att undvika tvångsförsäljning kan övriga familjemedlemmar tvingas köpa ut den mindre bemedlade. Den som har hyresrätt kan avhysas bara om hyran är obetald eller om boendet missköts, såsom vandalisering.

## Skuldsanering
Om en person skulle få en skuldsanering gjord av kronofogden är bestämmelserna att man därefter får leva på existensminimum i upp till fem år.